# Hartsö (naturreservat)
Hartsö är ett naturreservat i  Nyköpings kommuner i Södermanlands län.
Området är naturskyddat sedan 1981 och är 5 535 hektar stort. Reservatet omfattar Hartsö med kringliggande småöar kobbar och vattenytor i Nyköpings skärgård. 